# Globanomalinidae
Globanomalinidae es una familia de foraminíferos planctónicos de la superfamilia Hantkeninoidea, del suborden Globigerinina y del orden Globigerinida. Su rango cronoestratigráfico abarca desde el Daniense (Paleoceno inferior) hasta la Rupeliense (Oligoceno inferior).

## Discusión
Clasificaciones posteriores han incluido Globanomalinidae en la superfamilia Globigerinitoidea.

## Clasificación
Globanomalinidae incluye a las siguientes géneros:
- Carinoturborotalia †
- Clavigerinella †
- Globanomalina †
- Luterbacheria †
- Parvularugoglobigerina †, también considerado en la familia Eoglobigerinidae
- Planoglobanomalina †
- Pseudohastigerina †

Otros géneros inicialmente asignados a Globanomalinidae y actualmente clasificados en otras familias son:
- Eoclavatorella †, también considerado en la familia Eoglobigerinidae
- Hastigerinella †, también considerado en la familia Hastigerinidae

Otros géneros considerados en Globanomalinidae son:
- Civisina †, considerado un sinónimo posterior de Parvularugoglobigerina
- Planoconusa †, considerado nombre superfluo de Parvularugoglobigerina
- Postrugoglobigerina †, considerado un sinónimo posterior de Parvularugoglobigerina
- Pseudomenardella †, considerado sinónimo posterior de Luterbacheria
- Spinogenerina †